# Estación de Oropesa del Mar
Estación de Oropesa del Mar vasútállomás Spanyolországban, Orpesa településen.

## Vasútvonalak
Az állomást az alábbi vasútvonalak érintik:
- Tarragona-Valencia-vasútvonal

## Kapcsolódó állomások
A vasútállomáshoz az alábbi állomások vannak a legközelebb: